# Prototrupes kochi
Prototrupes kochi is een keversoort uit de familie cognackevers (Bolboceratidae). De wetenschappelijke naam van de soort werd in 1952 gepubliceerd door Renaud Maurice Adrien Paulian.